# The Resident
The Resident (bra: A Inquilina; prt: Perigo à Espreita) é um filme de suspense britânico, dirigido por Antti Jokinen e lançado em 2011. Estrelado por Hilary Swank e Jeffrey Dean Morgan. Swank estrela como uma mulher solteira recentemente que aluga um apartamento em Nova York e começa a suspeitar que alguém a está perseguindo. O filme também apresenta uma participação especial da estrela da Hammer Films, Christopher Lee, em sua primeira colaboração com o estúdio desde To the Devil a Daughter, de 1976, e a última antes de falecer em 2015.

## Sinopse
Juliet Devereau (Hilary Swank), uma cirurgiã do pronto-socorro, aluga um apartamento de Max (Jeffrey Dean Morgan) em Nova York. Juliet terminou recentemente com seu namorado Jack (Lee Pace) depois que ela o pegou tendo um caso, mas ela ainda sente algo por ele. Sem o conhecimento de Juliet, alguém a está perseguindo, observando-a do outro lado da rua e aparentemente entrando em seu apartamento.
Em uma festa, Juliet esbarra em Max e flerta com ele. Enquanto caminham para casa, Jack os segue do outro lado da rua. Juliet tenta beijar Max, mas ele se afasta. Mais tarde, eles vão a um encontro. Um flashback revela que Max está perseguindo Juliet. Ele reconstruiu o apartamento dela para incluir passagens secretas e um espelho unidirecional, que ele pode usar para observá-la.
Juliet termina seu relacionamento romântico com Max por causa de seus sentimentos por Jack. Max continua a observar Juliet e vê ela e Jack fazerem sexo. Depois, ele começa a drogar o vinho de Juliet para que ele possa ficar mais perto dela enquanto ela estiver inconsciente. Depois de dormir demais pela terceira vez em duas semanas, Juliet suspeita que ela pode ter sido drogada e tem câmeras de segurança instaladas em seu quarto.
Depois de um encontro com Juliet, Jack é atacado e ferido por Max. Naquela noite, Max droga Juliet e tenta estuprá-la enquanto ela dorme, mas ela acorda e ele foge após aplicar uma injeção. Na manhã seguinte, Juliet encontra a tampa da agulha hipodérmica. No trabalho, ela analisa seu sangue e urina e descobre altos níveis de Demerol e outras drogas. Ela corre de volta para casa e encontra os pertences de Jack lá, mas nenhum sinal dele. Uma camisola dela está em um local onde ela não a deixou. Ela verifica as imagens da câmera de segurança e vê Max agredindo-a.
Max entra em seu apartamento e tenta fazê-la beber um pouco de vinho, mas ela se recusa. Ele então a ataca, tentando esfaqueá-la com um aparelho hipodérmico. Ela foge e se tranca no banheiro, mas Max arromba o espelho do banheiro e a puxa para uma das passagens secretas. Durante o processo de tentar se esconder de Max, ela encontra o cadáver de Jack, que foi assassinado por Max. No final, Juliet atira fatalmente na cabeça de Max com uma pistola de pregos e foge.

## Elenco
- Hilary Swank como Juliet Devereau
- Jeffrey Dean Morgan como Max
- Lee Pace como Jack
- Aunjanue Ellis como Sydney
- Christopher Lee como August
- Nana Visitor como corretora de imóveis
- Michael Massee como técnico de segurança
- Michael Badalucco como homem da mudança

## Lançamento
O filme foi exibido em um número limitado de cinemas estadunidenses em 17 de fevereiro de 2011 e foi lançado diretamente em DVD nos Estados Unidos em 29 de março de 2011.

## Recepção
Rotten Tomatoes, um agregador de resenhas, relata que 35% dos 31 críticos entrevistados deram ao filme uma resenha positiva; a avaliação média foi de 4,55/10. Cath Clarke do The Guardian avaliou o filme em 2/5 e chamou-o de "genérico e intermitentemente bobo". Katherine Murphy do Trinity News disse "The Resident é um thriller voyeurístico que nunca realmente assusta, emociona ou excita."
Por outro lado, Nigel Andrews do The Financial Times deu ao filme 4 estrelas de 5 e elogiou o desempenho de Swank. Total Film também foi bastante positiva: "Um elenco robusto e um trabalho de câmera temperamental impulsionam este thriller tenso e lento para fora da sarjeta de exploitation; o clímax gonzo psicótico o arrasta de volta. Genérico, sim, mas alegre com ele".

## Romantização
Uma romantização do filme foi escrita por Francis Cottam e publicada pela Arrow Publishing em associação com Hammer e o Random House Group em 2011, ISBN 978-0-09-955625-1.